# 랍스안데어타이아

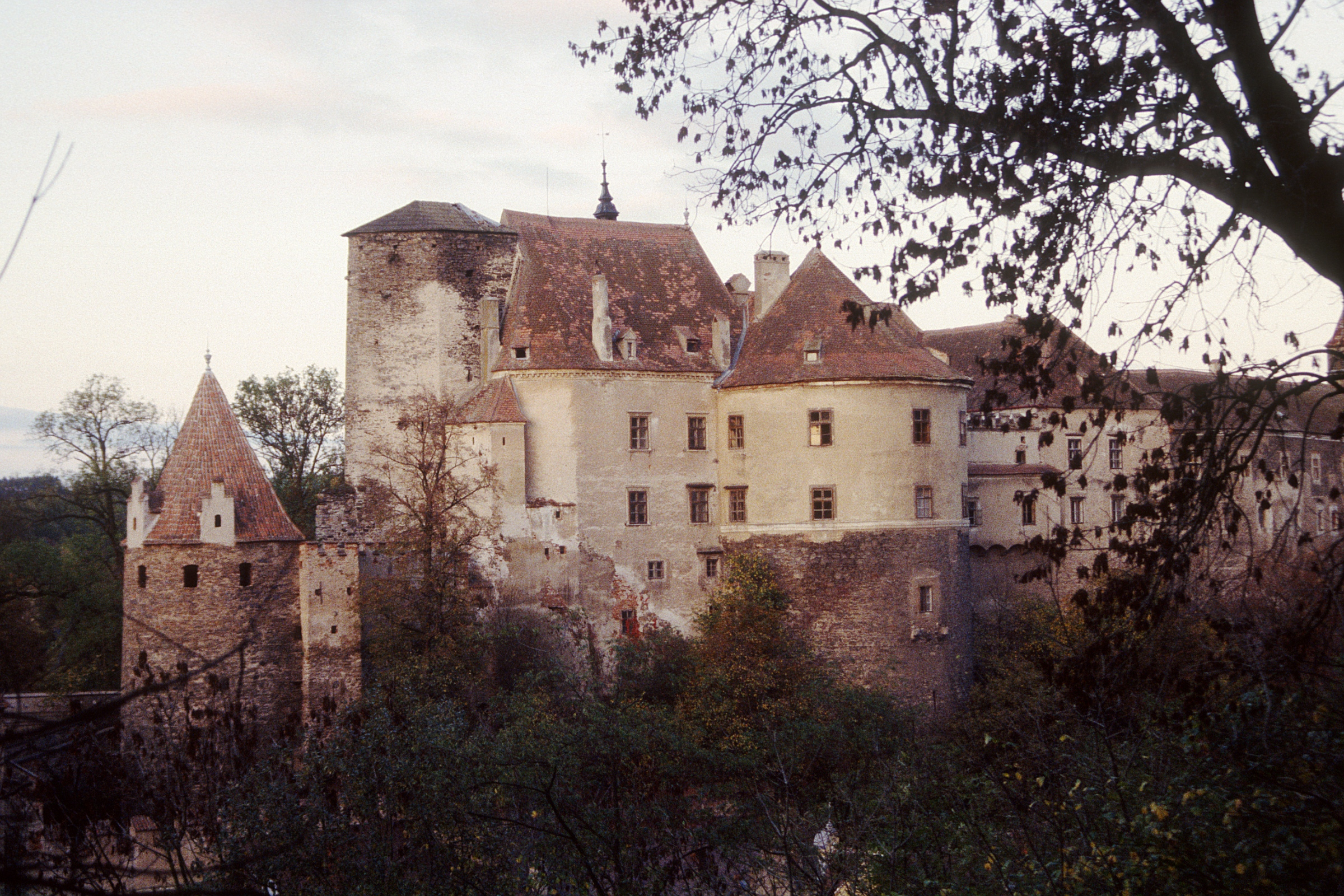
랍스안데어타이아성

랍스안데어타이아(독일어: Raabs an der Thaya)는 오스트리아 니더외스터라이히주에 위치한 도시로 면적은 134.67km2, 높이는 410m, 인구는 2,651명(2018년 기준), 인구 밀도는 20명/km2이다.
오스트리아-체코 국경 인근에 위치하며 도이체타이아강과 모라프스카디예강(메리셰타이아강)이 이 곳에서 타이아강으로 합류한다. 11세기 후반에 체코인들이 이 곳에 건립된 랍스안데어타이아성을 '라코우스성'(Rakous)이라고 불렀는데 오스트리아의 체코어 이름인 '라코우스코'(Rakousko), 오스트리아의 슬로바키아어 이름인 '라쿠스코'(Rakúsko)는 여기서 유래된 이름이다.

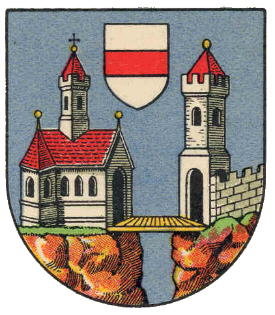
시 문장

## 인구
| 연도 | 인구  | ±%     |
| ---- | ----- | ------ |
| 1869 | 5,908 | —      |
| 1880 | 5,980 | +1.2%  |
| 1890 | 5,796 | −3.1%  |
| 1900 | 6,039 | +4.2%  |
| 1910 | 5,729 | −5.1%  |
| 1923 | 5,913 | +3.2%  |
| 1934 | 5,845 | −1.2%  |
| 1939 | 5,531 | −5.4%  |
| 1951 | 5,386 | −2.6%  |
| 1961 | 4,576 | −15.0% |
| 1971 | 4,194 | −8.3%  |
| 1981 | 3,748 | −10.6% |
| 1991 | 3,295 | −12.1% |
| 2001 | 3,114 | −5.5%  |
| 2011 | 2,778 | −10.8% |